# Ahtna, Incorporated
Ahtna, Incorporated é uma da treze empresas conhecidas como Alaska Native Regional Corporations, tendo sido criada por meio do Alaska Native Claims Settlement Act, que em 1971 pôs fim às reclamações feitas pelos povos originários do Alasca. A empresa foi fundada em 23 de junho de 1972. Sendo uma empresa ANCSA, as ações da Ahtna não podem ser comercializada, devedo ser detidas por povos originários do Alasca.